# Журналістське розслідування
Журналі́стське розслі́дування — ексклюзивний журналістський матеріал на важливу тему, яка може мати широкий суспільний резонанс, при цьому існують особи або структури, які намагаються приховати інформацію стосовно цієї теми.

## Мета та загальні настанови
Журналістське розслідування полягає у здобуванні і використанні незалежних джерел інформації, а також використанні методів, аналогічних тим, які використовуються установами з слідчими повноваженнями.
Публікації матеріалу передує ретельна перевірка. Здійснюючи розслідування, журналісти мають дотримуватися етичних принципі та норм журналістики — гуманізму, правдивості й об'єктивності.
Писати потрібно тільки правду, не допускати неточностей і помилок під час дослідження та «розслідування» подій, ситуацій, конфліктів, явищ, — використовуючи при цьому дозволені суспільною мораллю і чинним законодавством методи і засоби отримання та поширення інформації.
Д. Рендал у книзі Універсальний журналіст наводить три функціональні особливості, які відрізняють журналістське розслідування від інших жанрів:
1. Проведення первинного розслідування, наслідком якого є встановлення таких взаємозв'язків у матеріалі, яких перед тим ніхто не помічав.
2. З'ясування того факту, що обрана тема, за певними припущеннями, може бути пов'язана із сумнівними справами або недбалістю, але доказів ще немає. Але якщо тема важлива для читачів, за неї варто братися.
3. Журналістське розслідування розпочинається там, де закінчується повсякденна робота. Отримання інформації, в розголошенні якої хтось не зацікавлений, але яка становить громадський інтерес, — ось його мета.[1]

Слід пам'ятати, що журналістське розслідування неминуче тягне за собою певні ризики і небезпеки. Зокрема до найбільш резонансних належать справи Ґ. Ґонгадзе та І. Александрова, які загинули, виконуючи свої професійні обов'язки.

## Методи
У журналістському дослідженні зазвичай використовують такі методи:
- спостереження;
- опитування аудиторії та визначення загальної обізнаності у проблемі;
- вивчення документів та листування;
- порівняльний аналіз;
- узагальнення;
- синтез тощо.[2]

Жак Мурікан, який є французьким критиком і теоретиком журналістики вважає, що:
|  | Розслідування — це полювання на факти, які дозволяють читачеві зрозуміти те, що він має зрозуміти. |

## Форми журналістського розслідування
Жак Мурікан виділяє такі форми розслідувань:
- розслідування навколо події;
- розслідування навколо пригод;
- розслідування журнального типу;
- дослідницькі розслідування;
- розслідування-портрет;
- розслідування-документ або есе.[3]

## Відомі українські журналістські розслідування
- «Державний переворот» (1996), автор: В. Карпенко;
- «Кучма, який живе в ілюзіях» (1999-2000), автор: Г. Гонгадзе;
- «Перевертні» (2002), газета «Сьогодні»;
- «Син Бога» (2005), автор: С. Лещенко;[4]
- «Найкращий дім» (2008–2009), газета «Сьогодні»;
- «Вишка для Бойка» (2011), автори: Ю. Ніколов, О. Шалайський;[5]
- «Таємниці „Межигір'я“. Розкіш султана» (2011), автор: С. Лещенко[6]
- «Вбивство Павла» (2017), автори: Анна Бабінець, Дмитро Гнап, Олена Логінова[7]
- Фільм-розслідування «Я — бот» (2019), автори: Євгенія Моторевська, Дмитро Реплянчук, Василь Бідун.[8]